# 化肥桥
31°32′27″N 120°19′51″E / 31.54089°N 120.33095°E
化肥桥，是位于中华人民共和国江苏省无锡市梁溪区的一座大桥，为新光路跨京杭大运河支流古运河的桥梁。

## 特点
化肥桥跨南长街与城南路之间的古运河上，因附近有无锡化肥厂得名（后为无锡锅炉厂）。1977年建立，为拱形水泥桥，长68.44米，宽15.4米。1992年扩建。